# Гуссаковский, Всеволод Владимирович
Всеволод Владимирович Гуссаковский (р.1904, Царское Село — ум. 1948, Лазовский заповедник, Приморский край) — российский энтомолог и гименоптеролог, поэт, крупный специалист по жалящим перепончатокрылым (Aculeata), главным образом, по роющим осам (Sphecidae, Crabronidae), описавший около 500 новых видов, подвидов и родов (ещё более 100 таксонов были названы именем gussakovskii в признание его заслуг).

## Биография
Родился в октябре 1904 года в Царском Селе (ныне Пушкин Ленинградской области) в семье дворянина. Отец офицер-артиллерист Владимир Леонидович, кавалер трёх Георгиевских крестов, участник трёх войн: русско-китайской, русско-японской и первой мировой. Мать Мария Александровна.
- 1922 — окончил школу II ступени в Костроме, где прошли его ранние годы[1]
- 1924 — окончил лесной факультет Землеустроительного и лесного института (реорганизованный в 1923 году в техникум)[1]
- 1936 — присуждена учёная степень кандидата биологических наук без защиты диссертации[1]
- 1934—1946 — научный сотрудник Института зоологии и паразитологии Академии наук Таджикской ССР в Сталинабаде (ныне Душанбе) (до начала 1941 г. — Таджикская база АН СССР)

В 1946—1947 годах он совершает переезд в Ленинград для работы в Зоологическом институте АН СССР (ЗИН). Однако, не имея в квартиры, он часто ночевал в ЗИНе, скитался по знакомым, и в итоге его устроили «угловым жильцом» к уборщице института Манефе Егоровне Денисовой (будущей официальной супруге, которая жила в однокомнатной отдельной квартире в здании института). Но так как его не имеющего прописки официально в штат ЗИНа так и не взяли, то летом 1948 года он с супругой уехал на Дальний Восток. Прибыл в Судзухинский (ныне Лазовский) заповедник Приморского края и был зачислен научным сотрудником. Он прекрасно знал несколько языков, особенно латинский, немецкий и французский, был прекрасным коллектором насекомых. Часто страдал приступами эпилепсии.
Умер в 1948 году от тяжёлой болезни в Лазовском заповеднике (в поселке Валентин в 15 км к северу от бухты Тачингоу; Приморский край; по другой версии погиб на Хабаровском железнодорожном вокзале, упав во время приступа эпилепсии и ударившись головой о рельсы).

## Основные работы
Был крупным специалистом по жалящим перепончатокрылым, в том числе, по роющим осам Spheciformes, а также по другим осам (Pompilidae, Vespidae) и пчёлам (Apoidea), наездникам и пилильщикам (Symphyta). Автор двух первых в своём роде фундаментальных монографий о пилильщиках в серии Фауна СССР. Раздел о жалящих насекомых Aculeata в классической книге Холодковский Н. А. «Курс энтомологии, теоретической и прикладной» (1931) был доверен ему как ведущему по ним специалисту. Академик Евгений Никанорович Павловский написал в своей книге «Поэзия, наука, ученые» (1958), что Гуссаковский был не только учёным, но и незаурядным поэтом. Открыл и впервые для науки описал около 500 новых таксонов: 28 родов и подродов, 479 видов и подвидов. Более 100 таксонов были названы в его честь (57 видов перепончатокрылых, 29 двукрылых, 13 жуков и другие, например, осы Arachnospila gussakovskii Lelej et Loktionov, 2011 и Priocnemis gussakovskii, пилильщик Зарея Гуссаковского).
- Гуссаковский В. В. 1926. Новые и малоизвестные виды Pompilidae (Hymenoptera). Русское энтомологическое обозрение. Т. 20. № 3-4. С. 250—259.
- Гуссаковский В. В. 1930. Обзор палеарктических видов рода Priocnemis Schdte (Hymenoptera, Psammocharidae). Ежегодник Зоологического Музея АН СССР. Т. 31. Вып. 2. С. 227—290.
- Гуссаковский В. В. 1931. Подотряд III. Aculeata. В кн.: Холодковский Н. А. Курс энтомологии, теоретической и прикладной. Т. 3. М.-Л.: Сельхозгиз. С. 389—442.
- Гуссаковский В. В. 1935. Рогохвосты и пилильщики. Часть 1. М.-Л.: изд-во АН СССР. 235 С. (Фауна СССР. Насекомые перепончатокрылые. Т. 2. Вып. 1).
- Гуссаковский В. В. 1940. Заметки о палеарктических видах подсемейства Eucharitinae (Hymenoptera, Chalcidoidea). Труды Зоологического института АН СССР, 6(1-2): 150—170.
- Гуссаковский В. В. 1947. Пилильщики (Tenthredinodea). Часть 2. М.-Л.: изд-во АН СССР. 453 С. (Фауна СССР. Насекомые перепончатокрылые. Т. 2. Вып. 2).
- Родд А. Е., Гуссаковский В. В., Антова Н. К. 1933. Вредители богарных культур в Средней Азии. М. — Ташкент: Саогиз (НКЗ). 155 с.